# Le Cordon
Le Cordon est une chanson du duo de rap français Bigflo et Oli faisant partie de l'album La Cour des grands, sorti le 1er juin 2015.

## Thème
Le Cordon est une chanson évoquant le choix de l'avortement.
L'humanisation du fœtus qui y est pratiquée est dénoncée dans un article paru dans Les Inrockuptibles comme une technique du mouvement pro-vie.
Un article paru sur Madmoizelle juge au contraire que les rappeurs y traitent ce sujet délicat avec perfection en « mett[a]nt des mots sur l’innommable souffrance des mères qui ne le deviennent pas » et en parvenant « à désacraliser une décision [...], à ré-impliquer le géniteur fantôme dans une responsabilité qui lui incombe aussi, sans que le choix ne lui appartienne. » et à résumer l'absurdité du débat entre pro-vie et pro-choix par l'échange entre l'enfant qui dit « Je ne suis ni vivant ni mort » et la mère qui lui répond « Je n’ai ni raison ni tort ».

### Clip vidéo
Le clip vidéo a été tourné par un fan.